# Stand Up
Stand Up je druhé album skupiny Jethro Tull. Ještě před vydáním tohoto alba odešel ze skupiny původní kytarista Mick Abrahams, kvůli hudebním rozporům s Ianem Andersonem. Abrahams chtěl zůstat u blues-rockového zvuku jako mělo album This Was, zatímco Anderson se chtěl rozvíjet k dalším hudebním formám. Stand Up představuje první album, kde je vše plně pod kontrolou Andersona, hudba i texty. Album jde jiným směrem, přejímajíc vlivy z keltské hudby, folku a klasické hudby. Album dosáhlo prvního místa britského žebříčku. Obal alba byl navržen tak, aby vypadal jako dřevořezba a když se obal rozevře, aby papírové osazenstvo skupiny povstalo, podobně jako tomu je u dětských „vyskakovacích“ knížek, které název alba evokuje.
Na svém druhém albu Jethro Tull opustili převážně bluesové ladění a svou hudbu nasměrovali více k folku. Ne že by blues zavrhli úplně, úvodní blues-rocková skladba "A New Day Yesterday" evokuje zvuk předchozí desky, ale písně jako "Jeffrey Goes to Leicester Square", "We Used to Know" nebo závěrečná "For a Thousand Mothers" jsou ukázkami folk-rockového stylu, který se stane pro skupinu typickým. Určitou výjimku představuje instrumentálka "Bouree", v níž se Anderson pokusil o moderní ztvárnění klasické Bachovy skladby, po ní následující epická skladba "Back to the Family", jež svým pojetím připomíná budoucí epos Thick as a Brick, a předposlední píseň "Reasons for Waiting", kterou skupina obohatila o smyčce.

## Obsazení
- Glenn Cornick: basová kytara
- Clive Bunker: bicí, perkuse
- Martin Lancelot Barre: elektrická kytara, flétna
- Ian Anderson: flétna, akustická kytara, varhany Hammond, klavír, balalajka, harmonika, zpěv
- David Palmer: aranžmá a dirigování smyčcového orchestru

## Seznam skladeb
(Všechny skladby napsal Ian Anderson, pokud není uvedeno jinak)
1. A New Day Yesterday – 4:10
2. Jeffrey Goes To Leicester Square – 2:12
3. Bourée (J. S. Bach, arr. Jethro Tull) – 3:46
4. Back To The Family – 3:48
5. Look Into The Sun – 4:20
6. Nothing Is Easy – 4:25
7. Fat Man – 2:52
8. We Used To Know – 3:59
9. Reasons For Waiting – 4:05
10. For A Thousand Mothers – 4:13

Toto album bylo digitálně remasterováno v roce 2001 se čtyřmi přidanými bonusy:
1. Living In The Past (Bonus) – 3:23
2. Driving Song (Bonus) – 2:44
3. Sweet Dream (Bonus) – 4:05
4. 17 (Bonus) – 3:07

Instrumentální skladba „Bourée“ je jedna z nejznámějších, které skupina Jethro Tull hraje a je předělávkou Bourée e-moll (BWV 996) od J.S.Bacha.
Skladba „We Used to Know“ mohla být inspirací pro skupinu The Eagles a jejich hit z roku 1976, písničku "Hotel California".